# Ремен (машинство)
Ремен (каиш) је машински елемент намијењен за стварање покретних спојева и пренос снаге ротационог кретања. Користи се као елемент ременог преноса.
Материјали за израду ремена су гума, гума ојачана челиком, полиестером или арамидом. Понекад се за мање снаге користе пластични ремени. Раније су доста кориштени и ремени (нарочито пљоснати) направљени од коже или од дебелог тврдог платна.

## Ремени пренос
Ремени пренос (ремени пренос, каишни пренос или пренос) је пренос механичке енергије између машина и уређаја уз помоћ флексибилног ремена. За пренос су потребни ремен и најмање два точка за монтирање ремена (ременица, ременик, каишник).

### Називи и дијелови
Точак који погони ремен се зове погонска ременица, а онај који прима снагу гоњена ременица. Радни крак је дио ремена који је затегнут (погонска ременица га вуче к себи од гоњене ременице). Слободни крак је помало опуштен, јер га погонска ременица гура према гоњеној ременици.

### Предности (наспрам ланчаног преноса)
- бешуман рад
- апсорбовање вибрација
- подмазивање је непотребно
- лака монтажа
- мала цијена
- могућност рада при великим брзинама
- при хаварији, мање опасан од ланца

### Недостаци
- ограничено оптерећење
- проклизавање, уколико је трење између каиша и ременице недовољно
- краћи вијек трајања

Зупчасти ремени комбинују особине ременог и ланчаног преноса, јер немају проблем са проклизавањем.

## Врсте
Према облику попречног пресека ремена разликују се:
- пљоснати
- клинасти
- полуклинасти
- зупчасти
- округли

## Постављање
Точак који погони ремен се зове погонска ременица, а онај који прима снагу гоњена ременица. Радни крак је дио ремена који је затегнут (погонска ременица га вуче к себи од гоњене ременице). Слободни крак је помало опуштен, јер га погонска ременица гура према гоњеној ременици.

## Илустрације
- Пљоснати ремен.
- Зупчасти ремен.